# Azziz Irmal
Azziz Irmal est un footballeur algérien né le 2 juin 1980. Il évoluait au poste de défenseur.

## Biographie
Azziz Irmal évolue en Algérie et brièvement en Égypte.
Il joue en première division algérienne avec les clubs du MC Alger, de l'US Chaouia, du CS Constantine, de l'ASM Oran, et enfin du CR Belouizdad.

## Palmarès
- Accession en Ligue 1 en 2003 avec le MC Alger.